# Sevatheda Fynes
Sevatheda Fynes (Bahamas, 17 de octubre de 1974) es una atleta bahameña, especializada en la prueba de 4 x 100 m, en la que llegó a ser campeona mundial en 1999 y campeona olímpica en 2000.

## Carrera deportiva
En el Mundial de Sevilla 1999 ganó la medalla de oro en los relevos 4 x 100 metros, con un tiempo de 41.92 segundos, por delante de Francia y Jamaica, siendo sus compañeras de equipo: Chandra Sturrup, Pauline Davis-Thompson y Debbie Ferguson.
Y en las Olimpiadas celebradas al año siguiente en Sídney, volvió a ganar el oro en 4 x 100 m, con un tiempo de 41.95 segundos, por delante de Jamaica y Estados Unidos, siendo sus compañeras de equipo las mismas que el año anterior: Chandra Sturrup, Pauline Davis-Thompson y Debbie Ferguson.
Además ha ganado la medalla de bronce en los 100 metros lisos en el mundial de Atenas 1997.